# Lycosa beihaiensis
Lycosa beihaiensis là một loài nhện trong họ Lycosidae.
Loài này thuộc chi Lycosa. Lycosa beihaiensis được Chang-Min Yin, Bao & Zhang miêu tả năm 1995.